# Underground
Underground er en "underjordisk” modstandsbevægelse inden for kultur, litteratur og lignende, mod det etablerede samfund. Skulle strømningen blive etableret kaldes den mainstream.